# Laleu (Somme)
 Laleu  es una comuna y población de Francia, en la región de Picardía, departamento de Somme, en el distrito de Amiens y cantón de Molliens-Dreuil.
Su población en el censo de 1999 era de 99 habitantes.
Está integrada en la Communauté de communes du Sud-Ouest Amiénois .

## Demografía
| 39 | 40 | 43 | 101 | 92 | 99 |
| Para los censos de 1962 a 1999 la población legal corresponde a la población sin duplicidades (Fuente: INSEE [Consultar]) |    |    |     |    |    |

- Datos: Q314894
- Multimedia: Laleu (Somme) / Q314894

1. ↑  Worldpostalcodes.org, código postal n.º 80270.
2. ↑  INSEE, Datos de población para el año 2012 de Laleu (en francés).